# 辅因子

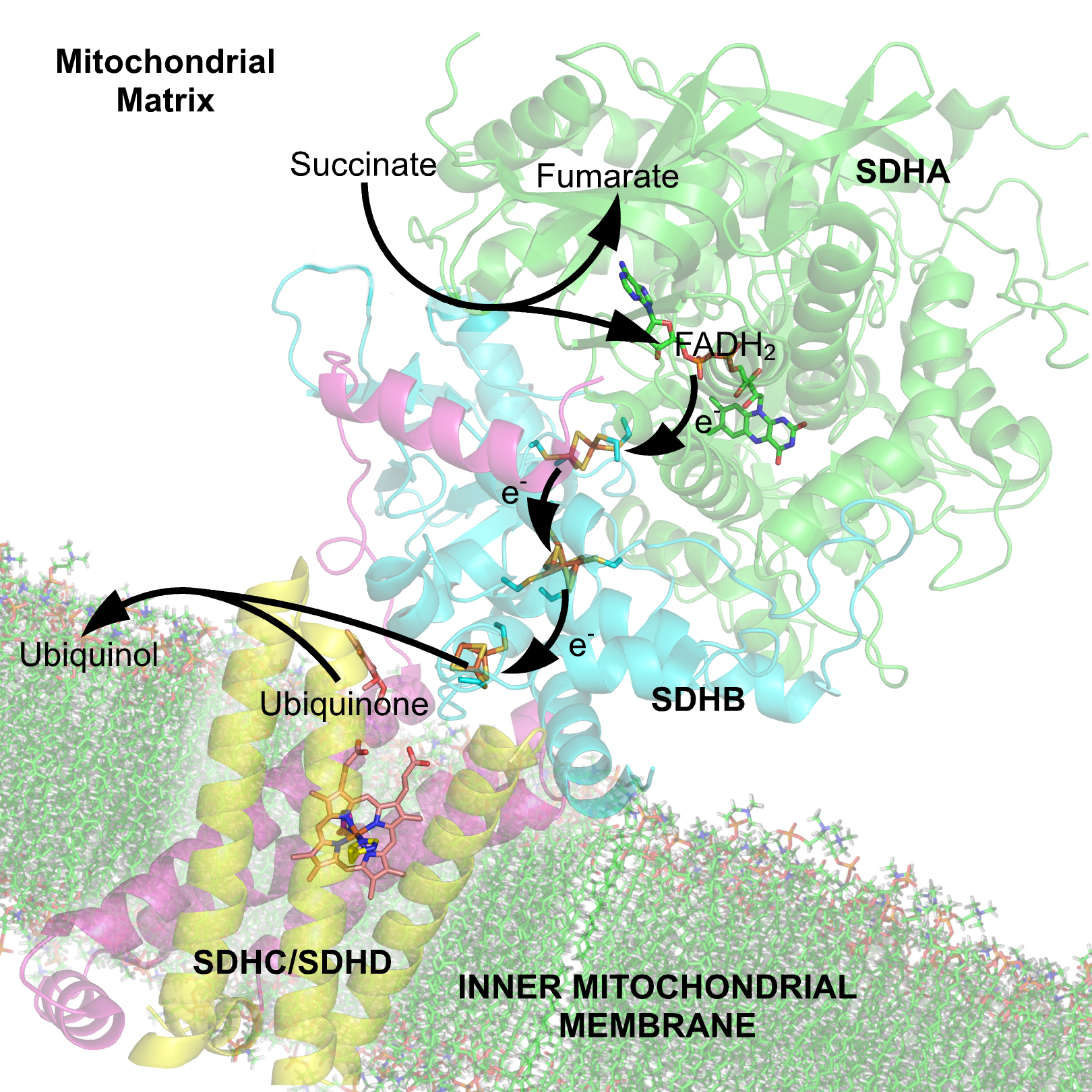
琥珀酸脱氢酶复合物显示几个辅因子，包括黄素，铁-硫中心和血红素。

輔因子是生物体系中，使酶（酵素）显现活性所需、对热稳定、非蛋白质小分子化合物或金属水合离子。辅因子能促进酶及反应物进入活化状态（催化），通常作为电子、原子、某些化学基团的载体，而决定反应的性质。某些分子如水和部分常見的離子所扮演的角色和輔因子相當類似，但由於含量不受限制且普遍存在，因此不歸類為輔因子。
生物体系其他可与主要组分结合并有辅助功能的分子，如转录和免疫过程中的所需的辅助因子，也称辅因子。
酶的辅因子分为两大类：无机离子和 辅酶（复合有机分子），后者主要衍生自少量的维生素和其他有机必需营养素。
一個不含輔因子的酶稱為脫輔基酶（apoenzyme），脫輔基酶加上輔因子並產生完整作用時，稱為全酶（holoenzyme）：
脫輔基酶（apoenzyme）+ 輔因子（cofactor）<=> 全酶（holoenzyme）
金屬離子是常見的輔因子，這些金屬離子反映在生物必須的微量元素名單當中。例如鈣、鎂、錳、鐵、鈷、鎳、銅、鋅與鉬等。除了這些無機化學物之外，輔因子也包括一些有機物質，例如血紅蛋白中与鐵结合的血红素。另外有些維生素也可作為輔因子，如維生素C；或是輔因子的前趨物，如維生素B1。

## 分類
輔因子可分為兩大類：
1. 有機輔因子，例如黃素或血紅素；
2. 無機輔因子，例如金屬離子Mg2+, Cu+, Mn2+，和鐵硫簇。

有機輔因子有時進一步分為"輔酶"（coenzymes）和"輔基"（prosthetic groups）。 術語"輔酶"具體是指酶，因此是指蛋白質的功能特性。 另一方面，“輔基”強調輔因子與蛋白質（緊密或共價）結合的性質，因此是指結構性質。 不同來源對輔酶，輔因子和輔基的定義略有不同。一些人認為緊密結合的有機分子是輔酶基團，而不是輔酶，而另一些人則將酶活性所需的所有非蛋白質有機分子都定義為輔酶，並將緊密結合的有機分子分類為輔酶輔基團（coenzyme prosthetic groups）。 這些術語經常被寬鬆地使用。

## 蛋白質衍生的輔因子
在許多酶中，充當輔因子的部分是透過部分蛋白質序列的翻譯後修飾形成的。這通常取代了蛋白質功能對外部結合因子（例如金屬離子）的需求。潛在的修飾可能是芳香族殘基的氧化、殘基之間的結合、裂解或成環。這些改變與其他翻譯後蛋白質修飾（例如磷酸化、甲基化或糖基化）不同，因為胺基酸通常會獲得新功能。

## 外部連結
- 醫學主題詞表（MeSH）：Enzyme+cofactors